# Cassiopea (mitologia)

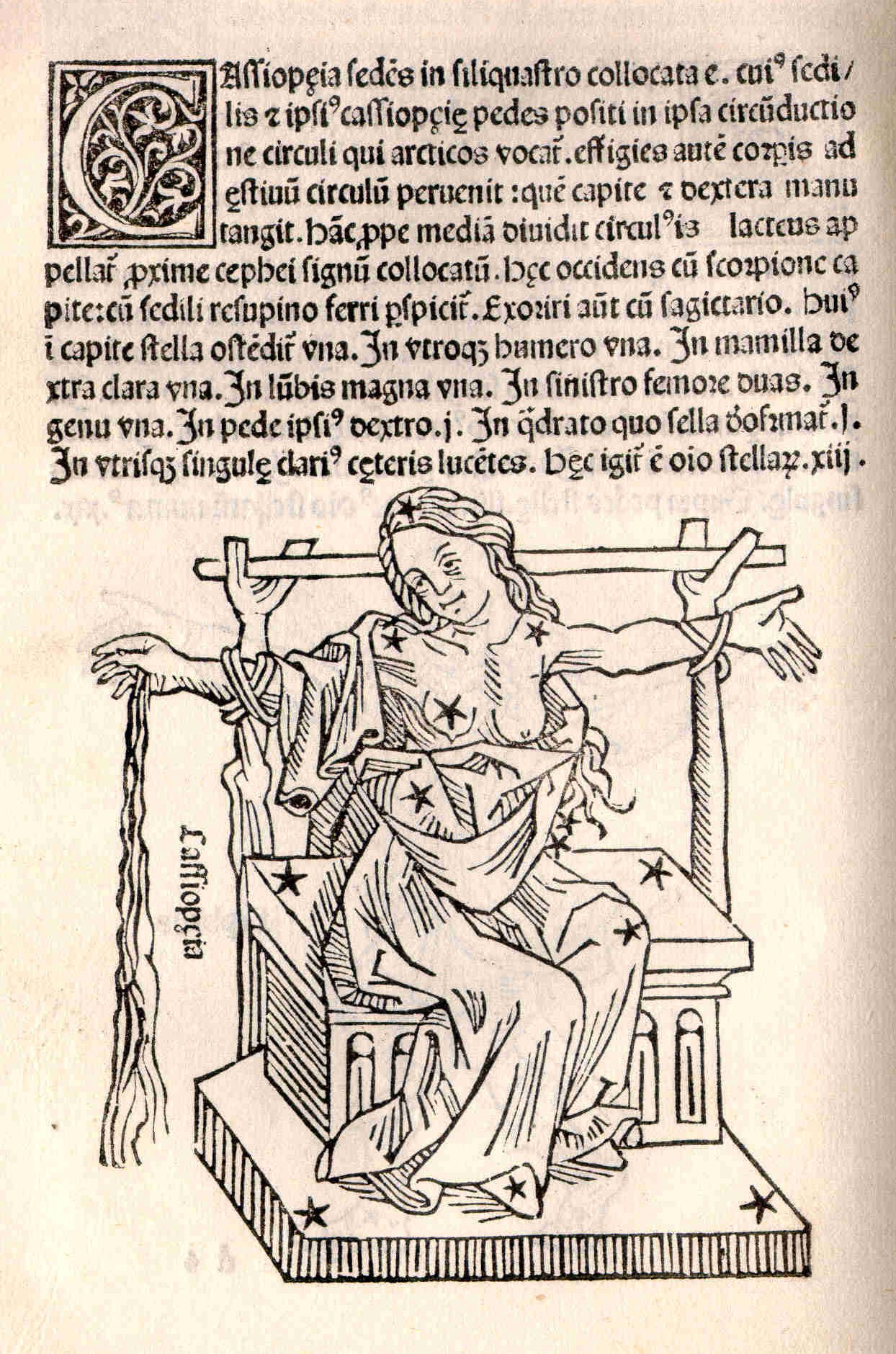
Cassiopea representada com a constel·lació lligada a la cadira. Hyginus, Poeticon Astronomicon. "U.S. Naval Observatory Library"

Segons la mitologia grega, Cassiopea (Cassiepeia o Cassiopeia, Κασσιέπεια o Κασσιόπεια) era l'esposa de Cefeu, rei d'Etiòpia (l'Etiòpia mitològica no correspon amb el país actual i era probablement a les costes orientals del Mediterrani), i mare d'Andròmeda. El nom grec antic Κασσιόπη significa "la de les paraules excelses".

## Mite
Cassiopea presumia que ella i la seva filla Andròmeda superaven en bellesa les nereides, les nimfes del mar. Això va despertar la ira de Posidó, el déu del mar. Posidó va decidir castigar l'arrogància de Cassiopea i venjar les nereides mitjançant un monstre marí semblant a una balena, de vegades identificat amb Ceto, que va enviar contra les costes d'Etiòpia per destruir el país. Cassiopea i el seu marit varen consultar l'oracle de Líbia i aquest va dir que calia sacrificar Andròmeda, la filla de Cassiopea, per calmar al monstre i la ira de Posidó.
Així Andròmeda va ser encadenada a una roca a la costa perquè la devorés el mostre marí. Però va ser alliberada per Perseu, que va arribar a temps amb l'ajuda del seu cavall Pegàs. Perseu i Andròmeda es varen casar, però Posidó no va voler que Cassiopea romangués sense càstig i a fi de torturar-la eternament va posar Cassiopea al firmament lligada a una cadira amb el cap per avall la meitat del temps mentre gira al voltant de l'estel polar.
Les tradicions sobre l'origen de Cassiopea són diverses. De vegades se la relaciona amb la família del fenici Agènor. Seria l'esposa de Fènix i la mare de Fineu. És filla d'Àrab, un fill d'Hermes, que donà nom al país anomenat Aràbia. De vegades el seu marit no és Fènix sinó Èpaf, amb qui va engendrar Líbia, la mare d'Agènor. També, com hem dit, se la considera l'esposa de Cefeu, rei d'Etiòpia. Tots aquests mites relacionen Cassiopea amb els països del sud de Grècia, Aràbia, Etiòpia o Egipte.
Actualment els noms dels altres personatges del mite com Andròmeda, Ceto, Cefeu, etc. els duen constel·lacions veïnes a l'esfera celeste. En les representacions iconogràfiques, Cassiopea generalment apareix asseguda en una cadira o tron, la forma de la constel·lació, però no sempre es representa lligada.